# Fiordaliza Cofil
Fiordaliza Cofil (* 27. Oktober 2000) ist eine dominikanische Leichtathletin, die sich auf den Sprint spezialisiert hat.

## Sportliche Laufbahn
Erste internationale Erfahrungen sammelte Fiordaliza Cofil im Jahr 2018, als sie bei den U20-Weltmeisterschaften in Tampere im 400-Meter-Lauf mit 53,94 s im Halbfinale ausschied und mit der dominikanischen 4-mal-400-Meter-Staffel in 3:34,09 min belegte sie den siebten Platz. Anschließend gewann sie bei den Zentralamerika- und Karibikspielen in Barranquilla in 52,72 s die Silbermedaille über 400 m hinter der Jamaikanerin Tiffany James und im Staffelbewerb gelangte sie nach 3:33,64 min auf Rang vier und stellte damit einen neuen Landesrekord auf. 2021 siegte sie bei den U23-NACAC-Meisterschaften in San José in 23,89 s im 200-Meter-Lauf und auch über 400 m gewann sie in 53,83 s die Bronzemedaille. Im Dezember siegte sie bei den erstmals ausgetragenen Panamerikanischen Juniorenspielen in 52,10 s über 400 m und sicherte sich in 23,46 s die Bronzemedaille über 200 m hinter der Ecuadorianerin Anahí Suárez und Shary Vallecilla aus Kolumbien. Zudem wurde sie in der 4-mal-400-Meter-Staffel disqualifiziert und gewann in der Mixed-Staffel in 3:28,28 min die Bronzemedaille hinter den Teams aus Brasilien und Kolumbien. 2022 siegte sie in 23,07 s und 51,11 s über 200 und 400 Meter beim Felix Sánchez Classic und anschließend gewann sie bei den Ibero-Amerikanischen Meisterschaften in La Nucia in 50,64 s die Silbermedaille über 400 Meter hinter ihrer Landsfrau Marileidy Paulino. Zudem siegte sie dort in 43,81 s in der 4-mal-100-Meter-Staffel und gewann mit der 4-mal-400-Meter-Staffel in 3:33,41 min die Bronzemedaille hinter den Teams aus Spanien und Brasilien. Anschließend siegte sie in 50,38 s beim Meeting Iberoamericano und in 52,13 s beim P-T-S Meeting. Im Juni stellte sie in der Dominikanischen Republik mit 11,16 s einen neuen Landesrekord im 100-Meter-Lauf auf und siegte kurz darauf in 51,31 s bei den U23-Karibikspielen in und sicherte sich dort mit der 4-mal-100-Meter-Staffel in 46,21 s die Bronzemedaille hinter den Teams aus Trinidad und Tobago und Kuba. Anschließend gelangte sie bei den Weltmeisterschaften in Eugene bis ins Finale über 400 Meter und belegte dort in 50,57 s den sechsten Platz. Zudem siegte sie in der Mixed-Staffel über 4-mal 400 Meter in 3:09,82 min gemeinsam mit Lidio Féliz, Marileidy Paulino und Alexander Ogando. Bei der Athletissima in Lausanne wurde sie in 50,13 s Dritte über 400 Meter und siegte kurz darauf mit 49,80 s beim Memorial Van Damme in Brüssel. Bei Weltklasse Zürich wurde sie in 49,93 s Zweite und siegte dann in 50,73 s beim Hanžeković Memorial. Im Jahr darauf gewann sie bei den Zentralamerika- und Karibikspielen in San Salvador in 23,07 s die Bronzemedaille über 200 Meter hinter der Jamaikanerin Yanique Dayle und Yunisleydis García aus Kuba und wurde im Finale über 400 Meter disqualifiziert. Aufgrund eines laut den Vorgaben des Weltverbandes World Athletics zu hohen Testosteronspiegels durfte sie nicht bei den Weltmeisterschaften an den Start gehen.
Bei den World Athletics Relays 2024 in Nassau wurde sie in 44,72 s Sechste im B-Lauf in der 1. Qualifikationsrunde über 4-mal 100 Meter für die Olympischen Spiele. Kurz darauf schied sie bei den Ibero-Amerikanischen Meisterschaften in Cuiabá mit 11,67 s im Vorlauf über 100 Meter aus und wurde in der Vorrunde über 200 Meter disqualifiziert.
2022 wurde Cofil dominikanische Meisterin im 100-Meter-Lauf.

## Persönliche Bestzeiten
- 100 Meter: 11,16 s (+0,8 m/s), 24. Juni 2022 in Santo Domingo (dominikanischer Rekord)
- 200 Meter: 22,87 s (+1,0 m/s), 25. Juni 2022 in Santo Domingo
- 400 Meter: 49,80 s, 2. September 2022 in Brüssel